# Terreur à l'opéra
Pour les articles homonymes, voir Opéra (homonymie).
Pour plus de détails, voir Fiche technique et Distribution.
Terreur à l'opéra ou Opéra (Opera) est un film d'épouvante italien de Dario Argento sorti en 1987.
Le film met en scène la jeune chanteuse Betty qui accepte le rôle de Lady Macbeth dans l'opéra de Verdi, malgré la réputation de malchance véhiculé par ce rôle. Elle se retrouve vite la proie d'un mystérieux tueur rôdant dans l'opéra avec lequel elle semble avoir un lien.
Il s'agit du premier film d'Argento sur le monde de l'opéra ; il sera suivi, sur le même thème, par Le Fantôme de l'Opéra (1998), une adaptation du classique littéraire de Gaston Leroux. L'intrigue de ce film-ci est centrée sur une jeune soprano (Cristina Marsillach) qui se retrouve impliquée dans une série de meurtres commis à l'intérieur du teatro Regio de Parme par un assaillant masqué.

## Synopsis
Mara Cecova, la diva d'une production avant-gardiste du Macbeth de Verdi à l'Opéra de Parme est irritée par le coassement discordant d'un corbeau que le metteur en scène avait amené sur scène pendant la répétition. Cecova sort de La Scala en pestant et, poursuivie par une horde de journalistes, elle tombe dans la rue sous les roues d'une voiture.
Marco, le jeune et charismatique metteur en scène provenant du cinéma d'épouvante, doit chercher une nouvelle diva pour jouer Macbeth. La belle Betty, qui a à peu près son âge, reprend le soprano de l'opéra, sur lequel on dit qu'une malédiction pèse. Betty reçoit bientôt des appels anonymes de menace. Quelque chose semble rôder dans les conduits d'aération de son sombre appartement. La soirée de la première est un succès total, jusqu'à ce qu'un projecteur s'écrase. Dans une loge, un ouvrier est assassiné sauvagement par un homme ganté de noir. C'est dans ce contexte que Santini, un policier sympathique et quelque peu maladroit, apparaît dans les coulisses de la production en tant que chasseur d'autographes, et mène l'enquête.
Alors qu'elle se trouve dans l'appartement de son petit ami Stefano, l'agresseur invisible entre par effraction et maîtrise Betty. Il la bâillonne avec du ruban adhésif, l'attache à un pilier et la force à le regarder tuer Stefano, en lui collant une rangée d'aiguilles devant les yeux pour s'assurer qu'elle garde les yeux ouverts... Ensuite, le tueur masqué détache Betty et s'enfuit de l'appartement. Troublée par le souvenir d'enfance du même tueur qui a assassiné sa propre mère, Betty choisit de ne pas aller voir la police et confie à son directeur, Marco, que le tueur la connaît peut-être. 
Le lendemain, l'inspecteur Alan Santini interroge le personnel de l'opéra sur le meurtre de Stefano, ainsi que sur l'attaque des corbeaux de compagnie de la production, dont trois ont été retrouvés morts après le spectacle. Plus tard dans la journée, après que le costume de Betty ait été retrouvé déchiqueté, Betty rencontre la couturière de la garde-robe, Giulia. En réparant la robe, Giulia trouve un bracelet en or avec une date d'anniversaire cousue dessus. Le tueur intervient bientôt, immobilisant à nouveau Betty et lui collant des aiguilles devant les yeux. Il poignarde Giulia, qui avale le bracelet, ce qui l'incite à lui ouvrir la gorge pour le récupérer. L'agresseur détache Betty et s'enfuit.
Lorsque Betty retourne à son appartement, elle tombe sur Santini, qui promet d'envoyer à Betty un garde du corps pour la protéger. L'inspecteur Soavi se présente bientôt comme son garde du corps. Plus tard, Mira, l'agent de Betty, arrive et dit à Betty qu'elle a parlé avec un homme dans le hall qui prétend être Soavi. Ne sachant pas qui est l'imposteur, Betty et Mira se cachent pendant que l'homme qui prétend être Soavi reçoit un appel téléphonique et sort. Mira répond à un coup frappé à la porte et demande au visiteur de s'identifier. Alors qu'elle regarde par le judas, le visiteur tire une balle à travers le judas, tuant Mira sur le coup. Après l'irruption du tueur et la rencontre de Betty avec un Soavi mortellement blessé, Betty s'échappe par un conduit d'aération avec l'aide d'une fille vivant dans un appartement voisin.
Betty retourne à l'opéra et rencontre Marco, qui lui dit qu'il a un plan pour identifier le tueur. Le soir suivant, Betty monte à nouveau sur scène dans le rôle de Lady Macbeth. Pendant la représentation, Marco lâche une volée de corbeaux dans le public. Reconnaissant le visage de leur agresseur de la nuit précédente, les oiseaux s'abattent sur lui, lui arrachant un œil. Le meurtrier, qui s'avère être Santini, tente de tirer sur Betty. Santini échappe à la capture et enlève Betty dans sa loge, la traînant dans une autre pièce.
Santini révèle qu'il était autrefois l'amant adolescent de la mère de Betty et qu'il assassinait des jeunes femmes sur son ordre, mais qu'il a tué sa mère en raison de ses exigences croissantes ; Betty avait assisté au meurtre derrière une porte entrouverte. Aujourd'hui, des années plus tard, l'envie de meurtre de Santini a été ravivé par l'apparition de Betty, qu'il considère comme la réincarnation de sa mère. Après avoir bandé les yeux de Betty et l'avoir attachée à une chaise, Santini met en scène sa propre mort en mettant le feu à la pièce et apparemment à lui-même. Betty se libère et s'échappe.
Betty et Marco quittent Rome et se rendent dans la maison de Marco dans les Alpes suisses. Cependant, lorsque Marco entend à la télévision que l'homme que l'on croit avoir brûlé vif n'est pas Santini mais un mannequin habillé, il crie à Betty de s'enfuir. Betty s'enfuit dans les bois voisins, avec Santini à sa poursuite. Marco l'attaque, mais il est poignardé à mort. Betty distrait Santini assez longtemps pour le frapper à la tête avec une pierre, après quoi la police arrive pour l'arrêter. Betty se promène dans une prairie vide. Elle trouve un lézard piégé dans l'herbe, le libère et lui dit « Va, libre ».

## Fiche technique
- Titre français : Terreur à l'opéra ou Opéra[1]
- Titre original : Opera
- Réalisateur : Dario Argento, assisté de Michele Soavi
- Scénaristes : Dario Argento, Franco Ferrini
- Directeur de la photo : Ronnie Taylor
- Montage : Franco Fraticelli
- Musique : Claudio Simonetti, Brian Eno et Bill Wyman
- Décors : Davide Bassan (it), Gian Maurizio Fercioni
- Effets spéciaux : Sergio Stivaletti, Renato Agostini, Germano Natali (it), Antonio Corridori, Giovanni Corridori (it)
- Costumes : Lia Francesca Morandini (it)
- Maquillage : Rosario Prestopino (it), Franco Casagni
- Producteurs : Dario Argento, Ferdinando Caputo
- Sociétés de production : Cecchi-Gori Group Tiger Cinematografica, Radiotelevisione Italiana, ADC Films
- Pays de production :  Italie
- Langue originale : italien
- Format : couleur – 2,35:1 – 35 mm
- Genre : film d'épouvante, giallo
- Durée : 107 minutes
- Date de sortie :
  - Italie : 19 décembre 1987
  - France : 8 octobre 1989 (sortie limitée en province)[1],[2] ; 1990 (vidéo) ; 27 juin 2018 (sortie en version restaurée)[3]

- Classification :
  - France : Interdit aux moins de 12 ans (sortie de 2018)[3]

## Distribution
- Cristina Marsillach : Betty
- Ian Charleson : Marco
- Urbano Barberini : Commissaire Alan Santini
- Daria Nicolodi : Mira
- Coralina Cataldi Tassoni : Giulia
- Antonella Vitale : Marion
- William McNamara : Stefano
- Barbara Cupisti : Madame Albertini
- Antonino Iuorio (it) : Baddini
- Carola Stagnaro : la mère d'Alma
- Francesca Cassola (it) : Alma
- Maurizio Garrone : Maurizio, le dresseur de corbeaux
- Cristina Giachino : Mara, l'assistante du metteur en scène
- György Gyõriványi : Miro
- Bjorn Hammer et Sebastiano Somma (it) : Policiers
- Peter Pitsch : l'assistant de Mara Czekova
- Michele Soavi : Daniele Soave
- Dario Argento : narrateur (voix)

## Production
Dario Argento devait à l'origine mettre en scène Rigoletto de Verdi avant d'être évincé de par des choix trop radicaux. Pour rebondir il a donc conçu le scénario de ce film. Techniquement, Opéra s'avère l'un des opus les plus ambitieux de Dario Argento qui a conçu pour ce projet de nombreuses séquences très complexes comme ce lâcher de corbeaux en vue subjective qui doit désigner l'assassin dans le public en pleine représentation, ou cette balle tirée au ralentis dans un judas, traversant l'œil de la victime et le reste de la pièce. À la suite du succès de la bande originale de Phenomena, il reprend aussi le principe d'une musique très variée, allant de l'opéra classique en passant par Brian Eno et Claudio Simonetti jusqu'à des morceaux plus hard-rocks.
Le tournage a commencé le 25 mai 1987 et s'est terminé le 14 octobre de la même année. Le film a été tourné à Lugano, en Suisse, aux studios Incir De Paolis à Rome et à l'intérieur du Teatro Regio de Parme, qui sert de cadre aux scènes d'opéra du film. La vedette du film devait être, avant même le début du tournage, Giuliana De Sio, qui a ensuite été retirée en raison du choix d'Argento et du scénariste Ferrini de rendre la protagoniste plus jeune et a été remplacée par la moins connue Cristina Marsillach.
Michele Soavi a aidé Argento à réaliser le film en tant que réalisateur de la seconde équipe.
De nombreux problèmes ont émaillés la production. Vanessa Redgrave qui devait interpréter le rôle de la cantatrice s'est désistée au dernier moment, ce qui a valu une réécriture pour éliminer son personnage en ouverture du film et un effet de caméra subjective pour dissimuler son absence. Argento a fini par croire que la malédiction de Macbeth agissait vraiment sur le tournage.

## Accueil
Le film a rencontré un grand succès auprès du public, atteignant la 12e place du classement des meilleurs succès de la saison cinématographique 1987-88 et rapportant 7 207 592 000 lires de l'époque. 
À sa sortie, Opéra a été interdit aux moins de 18 ans tant à sa sortie le 19 décembre 1987 en Italie - où l'interdiction a ensuite été réduite aux moins de 14 ans - qu'à l'étranger. En France, il est assorti d'une interdiction aux moins de 12 ans lors de sa sortie en 2018.

## Analyse
Le réalisateur a voulu faire un film plus froid que ses précédents, marqué par le Sida qui frappe alors violemment en cette fin des années 1980. La figure de la frigidité et de l'impuissance apparaît clairement outre le renfermement de l'héroïne, et sera reprise dans Card Player. L'idée des aiguilles placées sous les yeux de Betty et l'obligeant à assister aux meurtres peut aussi être perçue comme une réflexion sur la position du spectateur du film, lui même contraint au spectacle de la violence mise en scène par Argento. Ces scènes ne sont pas sans rappeler celle des « écarquilleurs de paupières » du film Orange mécanique de Stanley Kubrick (1971), où le personnage d'Alex est lui aussi contraint de visionner des images d'ultra-violence. Selon Argento, « cette scène s’inspire un peu d'une séquence d’Orange mécanique de Stanley Kubrick. Mais j'avais aussi remarqué, en regardant le public dans les salles de cinéma, que, face aux scènes violentes, les gens avaient tendance à se cacher les yeux. Moi, je me disais : "Mais non ! Ce sont les scènes les plus intéressantes que j’ai tournées." J’ai alors pensé à un mécanisme empêchant de fermer les yeux ».
Argento poursuit également en partie sa mystique de la nature à l'œuvre dans Phenomena: outre l'attaque des corbeaux, il retrouve dans la dernière partie les décors suisses de son précédent film, et le dernier plan évoque une communion poétique.
Dans Opéra Dario Argento pousse également assez loin le jeu sado-masochiste entre l'héroïne et le tueur, aux frontières du dérèglement psychologique et de l'onirisme. L'ambiguïté de la fin annonce ainsi l'idée de transfert dans la relation très trouble qui sera à l'œuvre dans Le Syndrome de Stendhal entre l'officier de police jouée par Asia Argento et son violeur. Nombre des thèmes seront aussi poursuivis dans une adaptation directe du Fantôme de l'opéra de Gaston Leroux en 1998. Le fait que le cinéaste ait consacré deux films aux univers de l'opéra est à remarquer, son style étant lui-même qualifié souvent d'opératique, comme s'il en recréait l'ambiance implicitement.